# NBA Summer League 2004
Navigation
2005
La NBA Summer League 2004 était une ligue de basket-ball professionnelle dirigée par la NBA juste après la draft de la NBA 2004. Elle s'est déroulée à Orlando, en Floride, du 6 au 10 juillet, à Salt Lake City, dans l'Utah, du 16 au 24 juillet et à Las Vegas, au Nevada, du 13 au 18 juillet 2004.

## Orlando Summer League

### Équipes
- Celtics de Boston
- Cavaliers de Cleveland
- Heat de Miami
- Nets du New Jersey
- Magic d'Orlando
- Wizards de Washington

### Matchs

#### 6 juillet
- Washington bat Miami, 89-59
- Cleveland bat Orlando, 89-73
- Boston bat New Jersey, 86-69

#### 7 juillet
- Washington bat Orlando, 79-78
- Cleveland bat Boston, 64-57
- New Jersey bat Miami, 99-67

#### 8 juillet
- Washington bat Cleveland, 81-72
- Boston bat Miami, 73-60
- Orlando bat New Jersey 94-67

#### 9 juillet
- Washington bat Boston, 78-61
- New Jersey bat Cleveland, 83-72
- Orlando bat Miami, 94-83

#### 10 juillet
- Orlando bat Boston, 80-78
- Miami bat Cleveland, 94,89
- New Jersey bat Washington, 76-67

### Classement
| # | Équipe                 | Victoires | Défaites | PCT   |
| - | ---------------------- | --------- | -------- | ----- |
| 1 | Wizards de Washington  | 4         | 1        | 80,0% |
| 2 | Nets du New Jersey     | 3         | 2        | 60,0% |
| 3 | Magic d'Orlando        | 3         | 2        | 60,0% |
| 4 | Celtics de Boston      | 2         | 3        | 40,0% |
| 5 | Cavaliers de Cleveland | 2         | 3        | 40,0% |
| 6 | Heat de Miami          | 1         | 4        | 20,0% |

## Salt Lake City Summer League

### Équipes
- Hawks d'Atlanta
- Bobcats de Charlotte
- Bulls de Chicago
- Mavericks de Dallas
- Nuggets de Denver
- Pacers de l'Indiana
- Suns de Phoenix
- Trail Blazers de Portland
- Spurs de San Antonio
- SuperSonics de Seattle
- Jazz de l'Utah

### Matchs

#### 16 juillet
- Chicago bat Seattle, 72-66
- Portland bat Utah, 87-84
- Atlanta bat Charlotte, 87-62
- Dallas bat Indiana, 76-58

#### 17 juillet
- Atlanta bat Seattle, 83-61
- Denver bat Phoenix, 78-64
- Charlotte bat San Antonio, 74-61
- Utah bat Indiana, 60-52

#### 18 juillet
- Denver bat Dallas, 87-79
- Chicago bat Phoenix, 94-89
- Charlotte bat Seattle, 85-63
- San Antonio bat Portland, 102-79

#### 19 juillet
- Phoenix bat Atlanta, 74-71
- Chicago bat San Antonio, 93-87
- Dallas bat Portland, 101-87
- Denver bat Utah, 73-65

#### 20 juillet
- Atlanta bat Dallas, 74-67
- Utah bat Chicago, 72-70
- Seattle bat Portland, 82-80
- Charlotte bat Indiana, 79-63

#### 21 juillet
- Phoenix bat Seattle, 76-60
- Charlotte bat Dallas, 87-76
- Indiana bat San Antonio, 88-84
- Denver bat Portland, 78-76

#### 22 juillet
- Chicago bat Charlotte, 89-86
- Phoenix bat San Antonio, 90-83
- Utah bat Atlanta, 82-71
- Denver bat Indiana, 63-47

#### 23 juillet
- Chicago bat Portland, 67-63
- San Antonio bat Denver, 61-60
- Seattle bat Dallas, 64-53
- Charlotte bat Utah, 80-63

#### 24 juillet
- Atlanta bat Portland, 78-74
- Chicago bat Indiana, 84-70

### Classement
| #  | Équipe                    | Victoires | Défaites | PCT   |
| -- | ------------------------- | --------- | -------- | ----- |
| 1  | Bulls de Chicago          | 6         | 1        | 85,7% |
| 2  | Nuggets de Denver         | 5         | 1        | 83,3% |
| 3  | Bobcats de Charlotte      | 5         | 2        | 71,4% |
| 4  | Hawks d'Atlanta           | 4         | 2        | 66,7% |
| 5  | Suns de Phoenix           | 3         | 2        | 60,0% |
| 6  | Jazz de l'Utah            | 3         | 3        | 50,0% |
| 7  | Mavericks de Dallas       | 2         | 4        | 33,3% |
| 8  | Spurs de San Antonio      | 2         | 4        | 33,3% |
| 9  | SuperSonics de Seattle    | 2         | 4        | 33,3% |
| 10 | Pacers de l'Indiana       | 1         | 5        | 16,7% |
| 11 | Trail Blazers de Portland | 1         | 6        | 14,3% |

## NBA Summer League

### Équipes
- Celtics de Boston
- Cavaliers de Cleveland
- Nuggets de Denver
- Magic d'Orlando
- Suns de Phoenix
- Wizards de Washington

#### 13 juillet
- Boston bat Denver, 111-103
- Phoenix bat Washington, 92-88

#### 14 juillet
- Phoenix bat Cleveland, 98-89
- Orlando bat Denver, 110-105

#### 15 juillet
- Boston bat Cleveland, 103-95
- Washington bat Orlando, 111-94

#### 16 juillet
- Phoenix bat Orlando, 119-95
- Denver bat Cleveland, 85-75
- Washington bat Boston, 102-98

#### 17 juillet
- Washington bat Cleveland, 113-65
- Orlando bat Boston, 119-106

#### 18 juillet
- Orlando bat Cleveland, 99-94
- Washington bat Boston, 84-64

### Classement
| # | Équipe                 | Victoires | Défaites | PCT   |
| - | ---------------------- | --------- | -------- | ----- |
| 1 | Wizards de Washington  | 4         | 1        | 80,0% |
| 2 | Suns de Phoenix        | 3         | 0        | 100%  |
| 3 | Magic d'Orlando        | 3         | 2        | 60,0% |
| 4 | Celtics de Boston      | 2         | 3        | 40,0% |
| 5 | Nuggets de Denver      | 1         | 2        | 50,0% |
| 6 | Cavaliers de Cleveland | 0         | 5        | 0%    |